# Tylonycteris pachypus
Tylonycteris pachypus — вид родини лиликових.

## Середовище проживання
Країни проживання: Бангладеш, Бруней-Даруссалам, Камбоджа, Китай, Гонконг, Індія, Індонезія, Лаос, Малайзія, М'янма, Філіппіни, Таїланд, В'єтнам. Вид був записаний від рівня моря до висоти 1262 м над рівнем моря. Мешкає в тропічних первинних листяних лісах з великою часткою бамбука, низинних сільськогосподарських угіддях і порушених місцях проживаннях. Спочиває в порожнистих бамбуках і вузьких щілинах в інших дерев на висоті від 0,25 до 10 м від землі в групах до 40 осіб. Харчується термітами. Сезон розмноження збігається з великою кількістю комах; народжуються два дитинча.

## Морфологія
Є одним з найменших ссавців на землі. Розміром близько 40 мм в довжину з розмахом крил 150 мм і вагою близько 1,5 гр.

## Загрози та охорона
Немає серйозних загроз для цього виду. Цей вид відомий з багатьох охоронних територій.